# Morgan Large
Morgan Large, née le 23 novembre 1971 en Bretagne, est une journaliste française spécialiste de l'agro-alimentaire.

## Biographie

### Famille et formation
Morgan Large est née en 1971 dans une famille de paysans bretons et réside à Glomel. Elle suit une formation agricole.

### Carrière
Elle anime l'émission La Petite Lanterne et réalise des reportages pour Radio Kreiz Breizh, une station de radio bretonne bilingue (breton et français) créée en 1983 en Côtes-d'Armor. Elle travaille également pour France Inter.
Elle est élue conseillère municipale d'opposition à Glomel de 2016 à 2020 .
En 2020, elle fonde avec plusieurs journalistes le média bilingue d'enquêtes en ligne Splann !, inspiré du modèle de Disclose.

### Pressions et sabotages
La subvention municipale versée par la commune de Glomel à Radio Kreiz Breizh est supprimée après la diffusion d'une émission de France Culture dans laquelle Morgan Large a évoqué, au micro d’Inès Léraud, la collusion entre les intérêts des industriels et agriculteurs locaux, d'une part, et leurs postes d’élus d'autre part.
La rencontre avec Inès Léraud est présentée dans le film Les Algues vertes, qui
« se fait fort de donner tort à cette fameuse sentence de Daniel Mermet : "Le journaliste local, il sait tout, mais il ne peut pas dire grand-chose, et le journaliste national, lui, peut tout dire, mais il ne sait pas grand-chose". »
Avec une quinzaine d’autres journalistes, elle lance en juillet 2020 le collectif Kelaouiñ — « Informer » en breton — dont l'appel pour la liberté d’informer sur l’agroalimentaire en Bretagne est signé par plus de 500 professionnels de la presse,.
En décembre 2020, après la diffusion sur France 5 d'un documentaire intitulé Bretagne, une terre sacrifiée, la branche régionale de la Fédération nationale des syndicats d'exploitants agricoles (FNSEA) qualifie le documentaire de « fiction » puis diffuse sur le réseau social Twitter le visage de la journaliste Morgan Large, interviewée dans le documentaire. Les portes de la radio Kreiz Breizh sont ensuite forcées, et la journaliste comme la station sont visées par des menaces,. Morgan Large est victime d'intrusions nocturnes et son chien est empoisonné,.
En août 2020, elle témoigne avec Reporters sans frontières auprès d'Europe 1 des « intimidations et violences que subissent les journalistes qui enquêtent sur les questions environnementales » en France.
Fin mars 2021, la voiture de Morgan Large est sabotée,. Le 2 avril, un appel à la grève et à un rassemblement est lancé après la mise en danger de la journaliste, tandis que Reporters sans frontières (RSF) envisage une procédure judiciaire, et que Radio Kreiz Breizh et le Syndicat national des journalistes indiquent leur solidarité avec la journaliste,,. Un rassemblement de soutien réunit 850 personnes le 6 avril à Rostrenen,. Selon Stéphane Foucart pour Le Monde, les attaques que subit Morgan Large sont représentatives d'une « loi du silence » imposée aux journalistes lorsqu'il s'agit de l'agro-industrie bretonne. Il estime que « les pouvoirs publics [ont] laissé s’installer un dangereux sentiment de toute-puissance et d’impunité. »
La journaliste et Reporters sans frontières déposent une plainte contre X. La FNSEA Bretagne (FRSEA) condamne les actes de malveillance et dément en être responsable, tout en indiquant que « depuis plusieurs jours, la FRSEA est ciblée par une journaliste comme étant responsable d'actes malveillants qu'elle subit,. » Une information judiciaire est ouverte. D'après la journaliste, la plainte qu'elle a déposée a fait cesser les menaces qu'elle a reçues par téléphone ou sur les réseaux sociaux. Les plaintes sont classées sans suite en décembre 2022, et la protection policière réclamée par la journaliste et Reporters sans Frontières n'est pas accordée.
Deux ans plus tard, dans la nuit du 23 au 24 mars 2023, la voiture de Morgan Large est à nouveau sabotée de la même manière : les écrous de la roue arrière gauche ont été presque entièrement desserrés. Elle dénonce une tentative d'intimidation et le sentiment d'impunité des auteurs de ces actes, et dépose plainte.

### Presse
- Louis Borel, « Morgan Large, journaliste victime de malveillance : “Je casse le roman agricole breton” », Télérama, le 9 avril 2021.

### Radio
- Fabrice Drouelle, « Mauvaise graine : selon que vous serez puissant ou misérable », Radio France, France Inter, Affaires sensibles, 22 juin 2022.